# Medal of Honor: Heroes
Medal of Honor: Heroes är det elfte spelet i Medal of Honor-spelserien, utvecklat av EA Canada till och utgavs av Electronic Arts den 24 november 2006 endast för Playstation Portable.

## Gameplay
Spelet utspelar sig under andra världskriget, och spelaren tar rollen som ett par hjältar från hela Medal of Honor-serien. Det finns tre olika kampanjer, där spelaren styr en hjälte som går i spetsen för en grupp för att slutföra olika uppdragsmål. Följande hjältar i spelet är: 
- Löjtnant Jimmy Patterson
- Sergeant John Baker
- Löjtnant William Holt

Spelets kampanjer äger rum i Italien, Nederländerna och Belgien. Spelet utspelar sig bland annat i Ardenneroffensiven och Operation Market Garden.

## Multiplayer
Spelet har ett flerspelarläge där upp till 32 spelare kan köra mot varandra. Det finns fem olika flerspelarlägen: 
- Battlelines
- Deathmatch
- Demolition
- Domination
- Infiltration
- Hold the Line